# Bayern (hajó)
A Bayern egy 700 férőhelyes sétahajó, mely a Starnbergi-tón közlekedik. 1939-ben állt szolgálatba, a Bayerische Seenschifffahrt GmbH üzemelteti.
Az új hajót a deggendorfi hajógyár építette és 1939-ben szállították Starnbergbe. A motoros hajó üzembe helyezése 1948-ig elhúzódott, mivel a második világháború miatt az átalakítást nem hajtották végre, és a hajó félkészen feküdt a starnbergi kikötőben.
Az elődhajót, a Bavariát azonban már 1940-ben elbontották.
A Bavaria teljes hossza 48 méter, szélessége 10,4 méter. A hajó 700 utas szállítására jogosult, és 130 belső ülőhellyel rendelkezik két szalonban, amelyekből egyenként 65 férőhely van a fő- és a felső fedélzeten.